# 志村一隆
志村 一隆（しむら かずたか、1968年 - ）は、日本の研究者。情報経営イノベーション専門職大学（iU）教授。WOWOW、情報通信総合研究所にて日本国外のメディア・コンテンツ業界の調査研究に従事。
ヤフーのエバンジェリスト、メディアコメンテーター、日本独立作家同盟理事、一般社団法人デジタルサイネージコンソーシアム理事。また水墨画家としても活動。
現在は吉本興業の取締役として、デジタル、海外関連の業務を担当。2020年より情報経営イノベーション専門職大学（iU）教授を兼任。

## 来歴
東京都生まれ。千葉県立千葉東高等学校時代は野球部に所属。1991年 - 早稲田大学第一文学部を卒業し、1期生としてWOWOWに入社。衛星放送市場立ち上げを経験。
1998年 - 米国アトランタエモリー大学MBA課程修了。2001年 - WOWOWの社内ベンチャーとして株式会社ケータイWOWOWを立ち上げ。世界初のテレビ番組のモバイルコミュニティサービスで、月間100万通以上のメール配信。2005年 - 高知工科大学で博士号を取得。
2007年 - 情報通信総合研究所で、海外のメディア、コンテンツ業界の調査研究に従事。コンシューマー・エレクトロニクス・ショー(CES)などのカンファレンスのレポートにより、世界のメディア・コンテンツの動向を発信。
2018年 - よしもとクリエイティブエージェンシーの取締役に就任。
2019年 - 吉本興業（株）取締役に就任。2020年 - 情報経営イノベーション専門職大学（iU）教授。
現在はApple TVやGoogle TVに代表される、ネットテレビ（インターネットテレビ）をテーマとしている。テレビ・雑誌等のマスメディアや、ブログへの執筆など活動している。

## 著書
- 『明日のテレビ』（著者） 朝日新聞出版 2010年
- 『ネットテレビの衝撃 ―20XX年のテレビビジネス』（著者） 東洋経済新報社 2010年
- 『明日のメディア 3年後のテレビ、SNS、広告、クラウドの地平線』ディスカヴァー携書 2011年
- 『群像の時代』ポット出版 2015年
- 『就活、転職の役に立つ デジタル・IT業界がよくわかる本』2016年  宣伝会議
- 『改訂版 就活、転職の役に立つ デジタル・IT業界がよくわかる本』2020年  宣伝会議

## 寄稿
- 日本民間放送連盟研究所「2012年度 民放のネット・デジタル関連ビジネス研究プロジェクト報告書」、2013年3月
- 週刊エコノミスト「日本のテレビ凋落 スマートテレビからスマートホームへ 世界市場の潮流は韓国勢がつくる」、2013年5月29日号
- 週刊エコノミスト「マーケティング ゲームのメカニズムで課題解決 販促や教育に効果的だが副作用も」、2013年7月16日号
- 週刊エコノミスト「米ビデオ会社が急成長　ドラマも作るネットフリックス」、2014年5月27日号
- 週刊エコノミスト「アジアの放送 アジアのテレビ市場攻める香港・韓国 コンテンツは「聖地」で売る時代」　2015年1月27日号
- 週刊エコノミスト 中央集権型を覆すブロックチェーン 「GAFA」支配を打ち破る 2018年3月13日
- 週刊エコノミスト ネット動画への大投資競争 動画の市場開拓力に群がる企業 映像・通販・通信で異種格闘戦  2018年7月3日
- 週刊エコノミスト 米大手タレント事務所が上場へ　ネットが加速するエンタメ再編 2019年6月24日
- 週刊エコノミスト ノリウッド：ナイジェリア映画が人気　アフリカでエンタメ急拡大  2020年3月2日

## メディア出演・コメント掲載（テレビ・ラジオ）
テレビ番組・ラジオ
- FM Nack5 Nack Town、2010年8月
- 朝日ニュースター「ニュースの深層」上杉隆キャスター「テレビの未来はどうなるか？ネットテレビを考える」、2011年2月22日
- NHK総合テレビジョン Bizスポ「ネットTV本格化 テレビはこう変わる！」2011年1月14日
- TOKYO FM The Lifestyle Museum、2010年10月
- TOKYO FM TIME LINE「電子新聞について」、2011年3月7日
- フジテレビジョン「新・週刊フジテレビ批評」2011年9月24日
- J-WAVE JAM THE WORLD 2011年10月7日
- テレビ東京 ワールド・ビジネス・サテライト(録画インタビュー)、「ビジネス特化のSNS、リンクトインの可能性」2011年10月20日
- NHK総合テレビジョン Bizスポ、「CES2012スマートテレビについて」、2012年1月10日
- フジテレビジョン 新・週刊フジテレビ批評、地デジで変わった点、2012年4月14日）
- フジテレビジョン 新・週刊フジテレビ批評、ロンドン五輪でソーシャルメディアがテレビ視聴にどのような役割を果たすのか、2012年7月28日
- ラジオNIKKEI Groovin’×Groovin’「メディアビジネスが描く未来」2013年7月22日-26日
- アスキーメディアワークスのアスキークラウド創刊記念ニコニコシンポジウム どーする!? どーなる!? スマートテレビ「グーグルも狙うテレビ業界」ニコニコ生放送、2013年7月30日
- 日刊ASCII CEATECニュース「デジタル配信がテレビを変える」 於 CEATEC JAPANの会場からニコニコ生放送。2013年10月8日
- プロジェクトWISDOM(NHK) - 第24回2013年2月23日「世界が語る メディアの未来」にゲストとして出演
- AKB映像センター（フジテレビ） - 2013年5月26日放送分の高橋みなみと水墨画アートのコラボレーション
- J-WAVE Factorize - メディアの未来　2014年2月15日
- NHK-BS放送 - メディアの明日「テレビとネット　加速する融合」　2014年5月30日
- 週刊TVガイド - 「日本テレビのHulu買収から考える　VODでテレビは面白くなるのか？ 」 2014年5月30日号
- 日経CNBC NEWS CORE - 「テレビの未来」2014年6月11日
- 日経CNBC NEWS CORE - 「ニュースアプリの可能性」2014年9月24日
- 日経CNBC NEWS CORE - 「ネットフリックスの衝撃」2015年3月31日

新聞・雑誌
- 週刊SPA「録画予約ランキングが視聴率に取って代わる」、2013年9月25日号
- 月刊技術営業「本のテレビの未来」、2013年9月号
- 週刊アスキークラウド「アップルの好きにさせたくない メーカー・ハリウッド連合 著作権の黒船「ウルトラバイオレット」、2013年9月号
- 産経新聞「コンテンツは「4Kテレビ」不要？ メーカー意気込むも放送局は慎重」、2013年6月27日
- 日本経済新聞 中外時評「次世代テレビへの挑戦」2013年5月5日
- BIG tomorrow「10年後のメディアを考える」2012年12月号
- 朝日新聞「視聴率、デジタル時代　年収・表情…秒単位で追跡」2015年5月8日

インターネット
- 独立メディア塾「テクノロジーと民主主義」、2014年2月号

## 講演活動
- アビッド・テクノロジー AVID EXECTIVE Briefing 「デジタルエコノミー時代のコンテンツビジネス」、2012年6月25日
- ISDB-T マルチメディアフォーラム勉強会「モバイル時代のコンテンツビジネスの可能性」、2012年7月25日
- 中国経済連合会「放送と通信に関わる講演会」、2012年8月2日
- デジタル放送推進協会第4回スマートテレビの動向に関する講演会「我々はどのように映像を見るのか？」、2012年8月30日
- 東京国際映画祭TIFCOM TVフォーマット最前線（モデレータ）「At the Forefront of TV Format Sales – Treasure Box Japan @TIFCOM - 」、2012年10月24日
- Page2013 「海外メディアビジネスとコンテンツビジネスの潮流」、2013年2月7日
- 沖縄国際映画祭 沖縄メディアコンテンツバザール 基調講演「メディアコンテンツの未来」2013年3月25日
- PTC (Pacific Telecommunications Council) Managing Over-the-top Content (OTT) and Sharing Universal Service Obligation in Telecommunications: How the Traditional Players are Able to Compete with OTT?  　Research Workshop: Government vs. Industry　資料
- PAGE 2014 基調講演 地域メディアとオープンデータの未来～印刷会社の関わり方のヒント～ 2014年2月6日
- 民放連研究所 民放のネット・デジタル関連ビジネス研究プロジェクト報告会 2014年5月19日

- 新日本監査法人  [「ICTビジネスの未来」～10年後、20年後のコンテンツビジネス～] 2014年9月3日
- オプンラボ  [「日本のコンテンツビジネスとテクノロジーの未来予想図」] 2014年8月28日
- TOKYOイノベーションリーダーズサミット第二回  [「国際展開の手法、多様化するプラットフォームとビジネスモデル」] 2014年9月24日
- 沖縄国際映画祭 ～Big Meeting in Okinawa～」パネルミーティング【クールジャパンとエンタテインメント】 2015年3月26日

## 芸術活動
「Sumie」として、水墨画を主にネットメディアを活用して、全世界に配信。Youotubeにアップした動画がデイリーランキングでTOPを取るほどのアクセスを集める。
現在は、自身の制作した墨絵を写真に撮影し、加工しアクリル板に転写する「トランスコーディズム」のシリーズを発表。
主な展覧会
- LINEART 2009（2009年、ベルギー）
- LINEART 2010（2010年、ベルギー）
- LINEART 2011（2011年、ベルギー）
- LINEART 2012（2012年、ベルギー）
- ART NAGOYA 2012（2012年）
- TRANSCODISM（2012年、神谷町エクスリバ）
- TRANSCODISM（2012年 北井画廊）
- ART NAGOYA 2013（2013年）
- 赤沢書宿展（2013年） 山梨県早川町の赤沢宿で開催